# Делян (Софийская область)
Делян (болг. Делян) — село в Болгарии. Находится в Софийской области, входит в общину Божуриште. Население составляет 55 человек (2022).

## Политическая ситуация
Кмет (мэр) общины Божуриште — Аспарух Асенов Аспарухов (инициативный комитет) по результатам выборов.